# Shandukai Gundiro
Shandukai Gundiro  es un escultor de Zimbabue, nacido el 18 de enero de 1968 en Tafara.

## Datos biográficos
Nacido en Tafara, Gundiro empezó a esculpir en 1988, trabajando con Tapfuma Gutsa y el Estudio Utonga. En su tiempo libre iba a trabajar en sus propias piezas, y después de un corto período de tiempo fue capaz de crear sus propias esculturas. De 1993 a 1998 trabajó con Dominic Benhura. Sus obras se encuentran en las colecciones del Parque de Esculturas Chapungu y la Galería Nacional de Zimbabue.